# Haruki Shimokawa
Haruki Shimokawa (japanisch 下川 陽輝 Shimokawa Haruki; * 20. August 2003 der Präfektur Osaka) ist ein japanischer Fußballspieler.

## Karriere
Haruki Shimokawa spielt in der Jugendmannschaft des von Cerezo Osaka in Osaka. Die erste Mannschaft spielt in der ersten japanischen Liga, der J1 League. Die U23-Mannschaft des Vereins trat bis Ende 2020 in der dritten Liga an. Hier kam der Jugendspieler am 9. Dezember 2020 im Auswärtsspiel der U23 bei Kamatamare Sanuki zum Einsatz. Hier wurde er in der 89. Minute für Kaili Shimbo eingewechselt.